# Botorrita
Botorrita – gmina w Hiszpanii, w prowincji Saragossa, w Aragonii, o powierzchni 19,81 km². W 2011 roku gmina liczyła 532 mieszkańców.